# Acció Nacionalista Valenciana
 (mars 2024).
Si vous disposez d'ouvrages ou d'articles de référence ou si vous connaissez des sites web de qualité traitant du thème abordé ici, merci de compléter l'article en donnant les références utiles à sa vérifiabilité et en les liant à la section « Notes et références ».
Pour les articles homonymes, voir Acció Valenciana.
Acció Nacionalista Valenciana (ANV, Action nationaliste valencienne en valencien) était un parti politique nationaliste du Pays valencien fondé en 1933, durant la Seconde République.

## Idéologie et histoire
De tendance catholique, il regroupait de jeunes valencianistes et d'autres moins jeunes issus de l'Agrupació Valencianista de la Dreta, entité rassemblant les secteurs valencianistes de la Droite régionale valencienne (DRV).
Le premier président du parti fut Antoni Senent Micó, plus tard remplacé par Josep Vila Cabanes. Parmi les membres les plus remarquables de l'organisation on peut citer Ricard Sanmartín Bargues, les frères Xavier et Vicent Casp, Robert Moròder ou Miquel Adlert. La formation compta également avec le soutien d'autres valencianistes célèbres comme Carles Salvador, Josep Giner ou Nicolau Primitiu Gómez.
Son idéologie s'inscrivait dans l'orbite d'une démocratie chrétienne naissante, avec une optique valencianiste. Ses références politiques étaient l'Union démocratique de Catalogne et le Parti nationaliste basque, avec qui il maintenait des relations privilégiées. Les membres du parti étaient également en bons termes avec la DRV, spécialement avec son leader Luis Lucia Lucia, bien qu'ils s'écartent de la voie régionaliste défendue par ce dernier en misant sur une posture clairement nationaliste. L'une des revendications constantes du parti était la mise en place d'un statut d'autonomie similaire à celui institué en Catalogne en 1932. L'une de ses initiatives les plus réussies fut la commémoration du « jour de deuil national » (« Diada de Dol Nacional ») en souvenir de la défaite d'Almansa du 25 avril 1707.
En 1935, il changea son nom pour celui d'Acció Valenciana.
Au début de la guerre civile espagnole, le parti fut dissous, ses locaux saisis par l'UGT et certains de ses membres, comme Josep Maria Esteve Victòria, fusillés.
À peine la guerre terminée, Casp, Adlert, Josep Sanç Moia, Josep Vila Cabanes et Ricard Sanmartín Bargues tentèrent de reconstruire le groupe sous la forme d'une société de folklore mais ils furent dénoncés au gouverneur civil, qui l'interdisit de façon définitive en mars 1940. Rapidement, Casp et Adlert fondèrent Editorial Torre afin de poursuivre leur travail de valencianisme culturel.

## La revueAcció
Entre le 13 mai 1934 et le 18 juillet 1936, ANV dirigea la publication des 112 numéros de l'hebdomadaire Acció. Hormis une interruption de trois semaines, la revue fut publiée de façon régulière, chaque samedi. Elle utilisait le format habituel des journaux (44 cm) et s'étendait d'ordinaire sur quatre pages, mais pouvait s'étendre jusqu'à six ou huit pages en certaines occasions. La première page portait le sous-titre periòdic setmanal al servici de la Pàtria Valenciana (revue hebdomadaire au service de la Patrie Valencienne).
Parmi l'équipe de rédaction et de direction on peut citer : Francesc Soriano Bueso (directeur), Robert Moròder Molina (rédacteur en chef), Xavier Casp (secrétaire de rédaction) et parmi les rédacteurs Bernat Bono Barber, Isidre Machancoses Esteller, Antoni Senent Micó et Josep Vila Cabanes. Plus tard, Miquel Adlert en deviendrait chroniqueur régulier et responsable de la section consacrée aux sports. Parmi les autres contributeurs plus irréguliers on peut citer plusieurs noms clefs dans l'histoire du valencianisme comme Nicolau Primitiu, Carles Salvador ou Josep Giner.
Il s'agissait principalement d'une revue politique, bien que certains thèmes culturels (elle comportait une section cinéma et une autre consacrée aux sports), linguistiques ou  religieux y soient également traités. Outre un suivi de l'actualité politique valencienne, espagnole et, particulièrement, internationale, manifestant son opposition au fascisme italien comme au  nazisme allemand ou au communisme soviétique, le périodique faisait campagne pour l'instauration d'un statut d'autonomie dans la région. Il recueillait également des nouvelles relatives aux mouvements nationalistes, non seulement de Catalogne et du Pays basque, mais également, entre autres, d'Irlande, de Bretagne ou d'Occitanie. En outre, la revue suivait l'actualité des mouvements socialistes chrétiens en Belgique, du leader démocrate chrétien Luigi Sturzo et des premières manifestations du personnalisme communautaire français.
Acció se voulait un équivalent aux journaux Euzkadi, organe d'expression du Parti nationaliste basque, au journal catalan El Matí, et à l'hebdomadaire El Temps, dirigé par l'Union démocratique de Catalogne (UDC). Des articles apparus dans ces publications y étaient fréquemment repris et on y retrouvait fréquemment des auteurs qui y étaient liés comme Pau Romeva (UDC) ou le  promoteur de la culture basque José Ariztimuño, connu sous le pseudonyme d'Aitzol.